# 21089 Mochizuki
21089 Mochizuki è un asteroide della fascia principale. Scoperto nel 1992, presenta un'orbita caratterizzata da un semiasse maggiore pari a 2,6652057 UA e da un'eccentricità di 0,1337111, inclinata di 14,22542° rispetto all'eclittica.